# Grabowa
A Grabowa (német nyelven Grabow) egy folyó Észak-Lengyelországban, a Wieprzába ömlik. Hossza 74 km, vízgyűjtő területe 536 km².

## Útja
A forrása Stary Żeliborz mellett található. A folyó felső szakaszán természetvédelmi területet hoztak létre. Ezután a Grabowa Polanówon, Krągon és Nowy Żytniken át folyik. Nowy Żytniktól ősfolyamvölgyön keresztül folyik. A Wieprzába Darłówko mellett egy kilométer a torkolata, ami a Balti-tengerbe ömlik.

## Vízierőművek
- Nowy Żytnik[3]

## Folyómenti települések
- Polanów
- Krąg
- Nowy Żytnik
- Grabowo
- Jeżyce
- Żukowo Morskie

A folyó ismert kajakútvonal.

## Fordítás
Ez a szócikk részben vagy egészben  a   Grabowa (dopływ Wieprzy) című lengyel Wikipédia-szócikk ezen változatának fordításán alapul.  Az eredeti cikk szerkesztőit annak laptörténete sorolja fel. Ez a jelzés csupán a megfogalmazás eredetét és a szerzői jogokat jelzi, nem szolgál a cikkben szereplő információk forrásmegjelöléseként.